# Viktor Tsoj

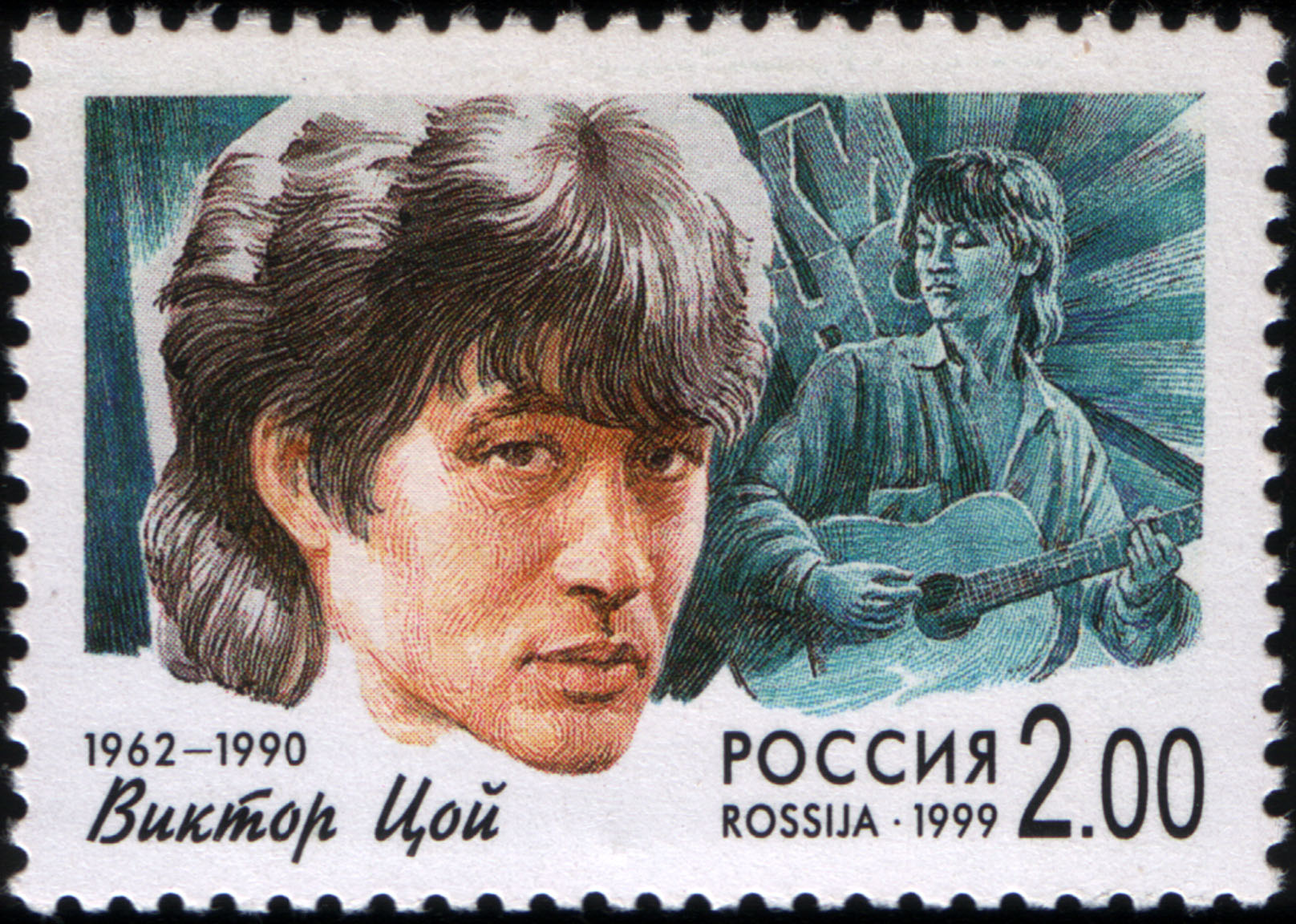
Rysslands frimärke, Viktor Tsoj, 1999, 2 rub. (Michel 762, Scott 6548)

Viktor Tsoj (ryska: Виктор Цой) född 1962 i Leningrad, (nu Sankt Petersburg), död 14 augusti 1990 utanför Riga, var en sovjetisk artist och gruppen Kinos frontfigur och sångare. Tsoj medverkade även som skådespelare i flera filmer. Han anses vara en av de mest inflytelserika sovjetiska artisterna inom populärmusiken.
Tsoj började skriva egna låtar efter 17 års ålder. Låtarna var punkiga och texterna ansågs, inom den sovjetiska tolkningsramen, som systemkritiska. År 1981 grundade Viktor Tsoj rockgruppen Kino. Sin största framgång nådde Tsoj 1989 med låten "Peremen!" ("Ändringar!"). Viktor Tsoj omkom i en bilolycka utanför Riga den 14 augusti 1990.
Asteroiden 2740 Tsoj är uppkallad efter honom.